# Manipulação psicológica
Em psicologia, manipulação é definida como uma ação projetada para influenciar ou controle de outra pessoa, geralmente de maneira sorrateira ou injusta, o que facilita a obtenção de objetivos pessoais. Métodos que alguém pode usar para manipular outra pessoa podem incluir sedução, sugestão, coerção e chantagem. A manipulação é geralmente considerada uma forma desonesta de influência social, pois é usada em detrimento dos outros. Exceto em casos de deficiências mentais, os seres humanos são inerentemente capazes de comportamentos manipulativos e enganosos, sendo as principais diferenças determinadas por características ou transtornos específicos de personalidade.

## Diferenciação
A manipulação difere da influência geral e da persuasão. Ao contrário da persuasão, a manipulação normalmente envolve a exploração das vulnerabilidades de um indivíduo. A influência não manipulativa é geralmente percebida como inofensiva e não é considerada excessivamente coercitiva em relação ao direito do indivíduo de aceitar ou rejeitar a influência. Persuasão é a capacidade de levar outros a uma ação desejada, geralmente dentro do contexto de um objetivo específico. A persuasão frequentemente tenta influenciar crenças, religião, motivações ou comportamento de uma pessoa. Influência e persuasão não são nem positivas nem negativas, ao contrário da manipulação, que é estritamente negativa.

## Elementos da Manipulação
Embora as motivações para a manipulação sejam em sua maioria voltadas para interesses pessoais, certos estilos de influência social podem ter como objetivo beneficiar outras pessoas. A manipulação pode ser definida como o uso de estratégias para promover metas pessoais em detrimento de outros e é geralmente considerada um comportamento antissocial. Comportamento pró-social é um ato voluntário destinado a ajudar ou beneficiar outro indivíduo ou grupo de indivíduos e é parte importante da empatia.
Diferentes medidas de manipulabilidade se concentram em diferentes aspectos ou expressões da manipulação e tendem a apresentar imagens ligeiramente diferentes de seus preditores. Características como baixa empatia, alto narcisismo, uso de racionalizações egoístas e um estilo interpessoal marcado por alta agência (dominância) e baixa comunhão (i.e. frieza) são consistentes entre as medidas.
| Vulnerabilidade              | Descrição |
| ---------------------------- | --- |
| Ingenuidade ou imaturidade   | Pessoas que acham muito difícil aceitar que algumas pessoas sejam astutas, ardilosas e implacáveis ou estão "em negação" se estiverem sendo aproveitadas. Reconhecem a manipulação apenas se ela ocorrer com muita frequência.                                             |
| Excesso de consciência       | Pessoas que são muito mais duras consigo mesmas do que com os outros, frequentemente dão o benefício da dúvida ao manipulador, enxergando seu ponto de vista enquanto se culpam por feri-lo.                                                                               |
| Baixa autoestima             | Pessoas que lutam com auto-questionamento, falta de confiança e assertividade, ou que estão cronicamente inseguras quanto ao direito de buscar seus legítimos desejos e necessidades. Tendem a se defender com facilidade quando desafiadas por personalidades agressivas. |
| Excesso de intelectualização | Pessoas que acreditam que outros só fazem coisas prejudiciais quando há uma razão legítima para a manipulação. Podem se iludir acreditando que entender todas as razões do manipulador será suficiente para mudar a situação.                                              |
| Dependência emocional        | Pessoas com personalidade submissa ou dependente. Quanto mais dependente emocionalmente uma pessoa é, mais vulnerável ela fica a ser explorada e manipulada. |

### Harriet B. Braiker
Harriet B. Braiker identificou as seguintes formas pelas quais manipuladores exercem controle sobre suas vítimas:
- Reforço positivo: inclui elogio, charme superficial, simpatia superficial (lágrimas de crocodilo), desculpas excessivas, dinheiro, aprovação, presentes, atenção, expressões faciais como risada ou sorriso forjado, e reconhecimento público.
- Reforço negativo: envolve remover alguém de uma situação negativa como recompensa.
- Gaslighting: fazer alguém questionar sua própria realidade.
- Reforço intermitente ou parcial: o reforço negativo parcial ou intermitente pode criar um eficiente clima de medo e dúvidas. O reforço positivo parcial ou intermitente pode encorajar a vítima a persistir.
- Punição: inclui importunação persistente, gritos, o tratamento silencioso, intimidação, ameaças, palavrões, chantagem emocional, culpabilização, emburrar-se, chorar e se fazer de vítima.
- Aprendizagem traumática em um único evento: usar abuso verbal, raiva explosiva ou outro comportamento intimidador para estabelecer domínio ou superioridade; mesmo um único incidente pode condicionar ou treinar as vítimas a evitar confrontar ou contradizer o manipulador.

De acordo com Braiker, manipuladores exploram as seguintes vulnerabilidades (botões) que podem existir nas vítimas:
- O desejo de agradar
- Vício em obter a aprovação e aceitação dos outros
- Emotofobia (medo de emoções negativas; ou seja, medo de expressar raiva, frustração ou desaprovação)
- Falta de assertividade e capacidade de dizer não
- Percepção confusa de identidade (com limites pessoais flexíveis)
- Baixa autosuficiência
- Possuir um locus de controle externo

Manipuladores podem ter várias motivações possíveis, incluindo, mas não se limitando a:
- Necessidade de promover seus próprios objetivos e ganhos pessoais a qualquer custo para os outros
- Forte necessidade de alcançar sensações de poder e superioridade nos relacionamentos – compare megalomania (associada, por exemplo, ao transtorno de personalidade narcisista)
- Desejo e necessidade de sentir-se no controle
- Desejo de obter sensação de poder sobre os outros para elevar a percepção de autoestima
- Tédio ou cansaço com o ambiente; ver a manipulação como um jogo e não como algo que realmente prejudica os outros
- Agenda oculta, criminal ou não, incluindo manipulação financeira (frequentemente vista ao visar idosos ou pessoas ricas desprotegidas para obter seus ativos financeiros)
- Não se identificar com emoções subjacentes (incluindo experenciar fobia de compromisso), seguido de racionalização (os ofensores não manipulam conscientemente, mas tentam convencer-se da invalidade de suas próprias emoções)
- Falta de autocontrole sobre comportamentos impulsivos e antissociais – levando à manipulação preventiva ou reacionária para manter a imagem

### George K. Simon
De acordo com o autor de psicologia George K. Simon, a manipulação psicológica bem-sucedida envolve principalmente o manipulador:
- Ocultar intenções e comportamentos agressivos e ser afável.
- Conhecer as vulnerabilidades psicológicas da vítima para determinar quais táticas serão mais eficazes.
- Ter frieza suficiente para não ter remorso em causar dano à vítima, se necessário.

Técnicas de manipuladores podem incluir:
| Técnicas                                 | Descrição |
| ---------------------------------------- | --- |
| Mentira ativa                            | Alguém faz deliberadamente uma afirmação falsa ou fornece informação enganosa com a intenção de enganar. Esse tipo de mentira envolve dizer ativamente algo não verdadeiro em vez de omitir a verdade.                |
| Mentira por omissão                      | Forma sutil de mentira por ocultar parte significativa da verdade. Essa técnica também é usada em propaganda. |
| Negação                                  | O manipulador se recusa a admitir que fez algo errado. |
| Racionalização                           | Uma justificativa feita pelo manipulador para comportamento inadequado. A racionalização está intimamente relacionada ao spin.                                                                                        |
| Desatenção seletiva ou Atenção seletiva  | O manipulador se recusa a prestar atenção a qualquer coisa que distraia de sua agenda. |
| Distração ou Desvio de atenção           | O manipulador não dá resposta direta a uma pergunta e desvia a conversa para outro tópico. |
| Evasão                                   | Semelhante ao desvio, mas dando respostas irrelevantes, prolixas ou vagas. |
| Intimidação oculta                       | O manipulador coloca a vítima na defensiva usando ameaças veladas (sutis, indiretas ou implícitas). |
| Culpabilização                           | O manipulador provoca culpa na vítima, afirmando que ela não se importa o suficiente, é egoísta demais ou tem vida fácil demais, levando-a a se sentir mal.                                                           |
| Vergonha induzida                        | O manipulador tenta evocar um sentimento de vergonha no alvo. |
| Culpa da vítima ou Vilificação da vítima | Ocorre quando alguém responsabiliza parcial ou totalmente a vítima pelo dano sofrido, em vez de atribuir responsabilidade ao agressor, justificando ou minimizando a ofensa.                                          |
| Fazer-se de vítima                       | Quando alguém exagera ou fabrica seu sofrimento para ganhar simpatia, evitar responsabilidade ou manipular outros, culpando-os por problemas pessoais.                                                                |
| Assumir o papel de servidor              | Disfarçar uma agenda egoísta sob o pretexto de prestar um serviço a uma causa nobre. |
| Sedução                                  | O manipulador usa charme superficial, elogios, lisonja ou apoio ostensivo para que a vítima baixe suas defesas e entregue sua confiança e lealdade. Também oferecem ajuda para ganhar acesso a uma vítima desavisada. |
| Projeção psicológica                     | O manipulador atribui aos outros o que se passa em sua própria mente. |
| Fingir inocência                         | O manipulador sugere que qualquer dano foi acidental ou negado, adotando expressão de surpresa ou indignação, fazendo a vítima questionar seu julgamento e sanidade.                                                  |
| Fingir confusão                          | O manipulador finge não entender para evitar responsabilidade, manipular ou atrasar resposta, evitando perguntas ou frustrando outros.                                                                                |
| Exibir raiva                             | O manipulador usa intensidade emocional e raiva para chocar a vítima e forçá-la à submissão. |
| Efeito manada                            | O manipulador conforta a vítima afirmando que muitos já fizeram algo e que ela também deveria, como em situações de pressão de grupo, por exemplo, ao influenciar a vítima a experimentar drogas.                     |

### Martin Kantor
Kantor aconselha, em seu livro de 2006 The Psychopathology of Everyday Life: How Antisocial Personality Disorder Affects All of Us, que a vulnerabilidade a manipuladores psicopáticos envolve ser excessivamente:
- Dependente – pessoas dependentes precisam ser amadas e, por isso, são crédulas e propensas a dizer sim quando deveriam dizer não.
- Imaturo – julgamento prejudicado, tendendo a acreditar em alegações publicitárias exageradas.
- Ingênuo – não acredita que existam pessoas desonestas ou supõe que, se existirem, não poderão explorá-las.
- Impressionável – excessivamente seduzido por pessoas com charme superficial.
- Confiável – pessoas honestas presumem honestidade alheia e se comprometem sem verificar credenciais, sem questionar “especialistas”.
- Descuidado – não dedica reflexão ou atenção suficientes a possíveis danos ou erros.
- Solitário – aceita qualquer oferta de contato humano; um estranho psicopático pode oferecer companhia em troca de algo.
- Narcisista – narcisistas tendem a cair em elogios imerecidos.
- Impulsivo – toma decisões precipitadas.
- Altruísta – honesto demais, justo demais, empático demais.
- Frugal – não consegue recusar uma pechincha mesmo conhecendo seus motivos.
- Materialismo econômico – presa fácil para agiotagem ou esquema de enriquecimento rápido.
- Ganancioso – gananciosos e desonestos podem ser seduzidos por psicopatas a agir imoralmente.
- Masocista – falta amor próprio e permite que psicopatas se aproveitem, achando que merecem isso por culpa.
- Idosos – podem ficar fatigados e menos multitarefas, aceitando golpes e dando dinheiro a quem apresenta histórias de infortúnio.

## Ferramentas de avaliação

### MACH-IV
A manipulabilidade é uma característica primária encontrada no construto de Maquiavelismo. O MACH-IV, conceituado por Richard Christie e Florence Geis, é uma medida psicológica popular e amplamente utilizada de comportamento manipulativo e enganoso.

### Escala de manipulação emocional
A Escala de Manipulação Emocional é um questionário de dez itens desenvolvido em 2006 por meio de análise fatorial, principalmente para medir a tendência de usar emoções a seu favor no controle de outras pessoas. Na época da publicação, as avaliações de inteligência emocional não examinavam especificamente o comportamento manipulativo e concentravam-se predominantemente na avaliação do modelo dos Cinco Grandes de traços de personalidade.

### Escala de gerenciamento das emoções dos outros
A "Escala de Gerenciamento das Emoções dos Outros" (MEOS) foi desenvolvida em 2013 por meio de análise fatorial para medir a capacidade de alterar as emoções alheias. As perguntas do questionário medem seis categorias: elevação de humor (ou estado emocional), piora de humor, ocultação de emoções, capacidade de inautenticidade, habilidades emocionais precárias e uso de desvio para elevar o humor. As categorias de elevação, piora e desvio têm sido usadas para identificar a capacidade e disposição para comportamentos manipulativos. A MEOS também tem sido usada na avaliação da inteligência emocional e comparada ao modelo HEXACO de estrutura de personalidade, no qual a capacidade de inautenticidade na MEOS correspondeu a baixos escores de honestidade-humildade no HEXACO.

## Manipulação e transtornos de personalidade
As tendências manipulativas podem derivar de transtornos de personalidade do grupo B como transtorno de personalidade narcisista, transtorno de personalidade antissocial e transtorno de personalidade borderline. O comportamento manipulativo também tem sido relacionado ao nível de inteligência emocional. A discussão sobre manipulação pode variar dependendo dos comportamentos incluídos e se referir à população geral ou a contextos clínicos.
O transtorno de personalidade antissocial tem como critérios explícitos o engano e a manipulação de outros. Isso engloba desde mentiras e charme superficial até uso frequente de pseudônimos e disfarces, e fraude criminosa. O Modelo alternativo de transtornos de personalidade do DSM-5 na Seção III do _DSM-5_ exige comportamento manipulativo para o diagnóstico de TPA, com dois sintomas (enganosidade e manipulabilidade) dentre sete listados, sendo necessários seis para o diagnóstico (outros: impulsividade, irresponsabilidade, busca de riscos, frieza e hostilidade). A síndrome relacionada de psicopatia também inclui mentira patológica e manipulação para ganho pessoal, além de charme superficial como característica principal.
O transtorno de personalidade borderline é único no grupo, pois a manipulação "borderline" é caracterizada como não intencional e disfuncional. Marsha M. Linehan afirmou que pessoas com transtorno de personalidade borderline frequentemente exibem comportamentos que não são realmente manipulativos, mas são errôneamente interpretados como tal. Segundo Linehan, tais comportamentos surgem como manifestações inconscientes de dor intensa e muitas vezes não são deliberados o suficiente para serem considerados manipulativos. No DSM-5, a manipulação foi removida como característica definidora desse transtorno.
O transtorno de conduta é o aparecimento de comportamento antissocial em crianças e adolescentes. Indivíduos com esse transtorno são caracterizados por falta de empatia, baixo senso de culpa e emocionalidade superficial. Agressão e violência são fatores marcantes. Para diagnóstico, o comportamento deve persistir por pelo menos 12 meses.
O transtorno factício é uma doença mental em que indivíduos fingem ter sintomas físicos ou psicológicos de forma proposital. Fabricar doenças permite sentir excitação e receber ajuda hospitalar gratuita. Sentimentos de persistência, abuso na infância e pensamentos excessivos eram comuns nesses indivíduos que se relacionavam ao transtorno de personalidade borderline.
O transtorno de personalidade histriônica é caracterizado por comportamento dramático e busca de atenção. Indivíduos com esse transtorno utilizam táticas de sedução inapropriadas e apresentam padrões emocionais irregulares. Sintomas incluem "busca de segurança, alternância emocional e desconforto". Transtornos histriônico e narcisista se sobrepõem, pois decisões são esporádicas e pouco confiáveis.
O transtorno de personalidade narcisista é caracterizado por crença de superioridade, exibicionismo, egocentrismo e falta de empatia. Indivíduos com TPN podem ser encantadores, mas exibem comportamentos exploratórios no domínio interpessoal. São motivados pelo sucesso, beleza e podem se sentir com direito a benefícios especiais. Todos esses fatores podem levar alguém com transtorno de personalidade narcisista a manipular outras pessoas.
Segundo o modelo dimensional de patologia de personalidade da CID-11, comportamentos fraudulentos, manipulativos e exploratórios são expressões cardinais do domínio falta de empatia do traço Dissocialidade.

## Contramedidas ao comportamento manipulativo
Muitos propuseram maneiras para potenciais vítimas identificarem tentativas de manipulação e prevenirem a vitimização.

### Identificando manipulação
A manipulação pode ser identificada por várias táticas estabelecidas e sinais comportamentais. A culpabilização ocorre quando manipuladores evocam culpa injustificada em suas vítimas como meio de controle, enquanto o Gaslighting faz a vítima duvidar de si mesma e de suas crenças por meio de distorção da realidade. Outra tática é o bombardeio de amor, em que os manipuladores intensificam demonstrações de afeto de forma irracional para ganhar confiança e controle sobre a vítima.
Vários sinais de alerta podem ajudar a identificar manipulação, incluindo inconsistências entre ações e palavras do manipulador, bajulação excessiva com elogios e cumprimentos infundados, e tentativas de isolamento em que o manipulador busca separar a vítima de amigos e familiares.

### Prevenção da manipulação
O estabelecimento de limites saudáveis requer comunicação verbal clara para definição dos limites e parâmetros de respeito, além de treinamento de assertividade para manter uma postura não agressiva. O monitoramento da consciência emocional envolve autorreflexão sistemática e exercícios de mindfulness para reconhecimento e processamento das emoções. Construir autoestima inclui praticar autocompaixão em momentos difíceis e usar afirmações positivas para aumentar a confiança. Buscar apoio pode envolver terapia profissional e redes sociais de suporte para gerenciar influências manipulativas. Aprender sobre manipulação passa por estudar metodologias relacionadas e participar de workshops educativos para desenvolver habilidades de proteção. Quando a manipulação evolui para assédio ou abuso, pode ser necessária consulta jurídica para medidas de proteção adequadas.